# Friedrich Wolters

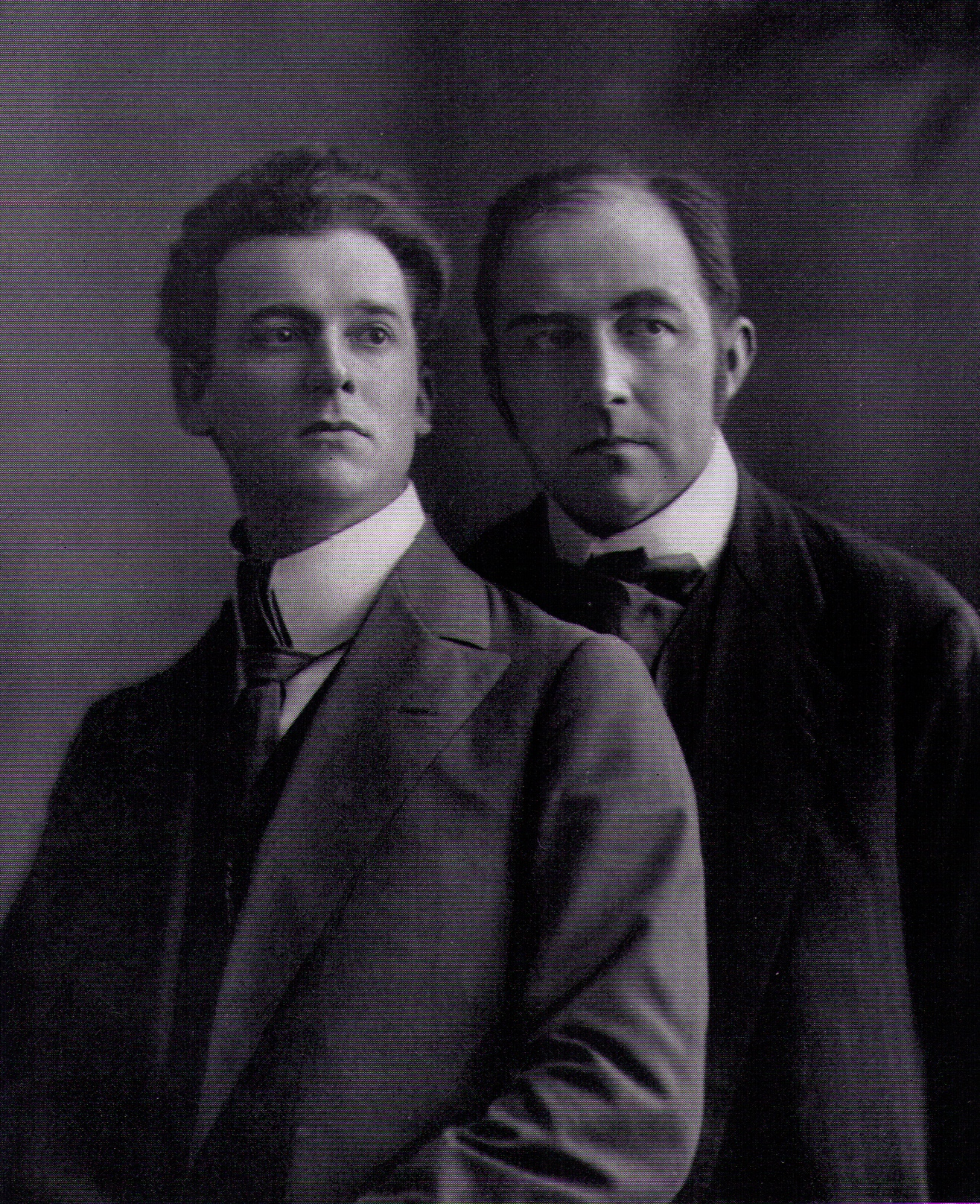
„er war ein Vollbild des schönsten deutschen und des schönsten der Jugend eigenen Vorzuges“: Friedrich Wolters (links) mit Berthold Vallentin, Bingen, 1910 (Foto von Jacob Hilsdorf)

Friedrich Wilhelm Wolters (* 2. September 1876 in Uerdingen; † 14. April 1930 in München) war ein deutscher Historiker, Lyriker und Übersetzer. Er gehörte zu den zentralen Figuren des George-Kreises.
Nachdem Wolters 1904 mit Stefan George in Kontakt getreten war, wurde er 1909/1910 in den Kreis aufgenommen und avancierte in den 1920er Jahren zu einem der wichtigsten Jünger des Dichters. Schon 1909 hatte er mit Herrschaft und Dienst eine grundlegende programmatische Schrift vorgelegt, wenig später wurde er gemeinsam mit Friedrich Gundolf mit der Herausgeberschaft des Jahrbuchs für die geistige Bewegung betraut und trieb das Projekt einer gemeinsamen Weltanschauung des George-Kreises voran. An seinem Hauptwerk Stefan George und die Blätter für die Kunst. Deutsche Geistesgeschichte seit 1890 (erschienen 1929), einer monumentalen Geschichte des Kreises, arbeitete er seit 1913. Als Historiker beschäftigte sich Wolters unter anderem mit dem französischen 18. Jahrhundert und erhielt zunächst eine außerordentliche Professur an der Universität Marburg, 1923 dann ein Ordinariat in Kiel. Er bemühte sich sowohl als Hochschullehrer als auch als Herausgeber des fünfbändigen Lesebuchs Der Deutsche besonders um eine Wirkung auf die Jugend, die er im Georgeschen und nationalen Sinne erziehen wollte. Außerdem übertrug Wolters christliche Dichtungen aus dem Lateinischen, Griechischen und Mittelhochdeutschen und schrieb selbst Gedichte, die in Georges Blättern für die Kunst und in eigenen Gedichtbänden veröffentlicht wurden. In den 1920er Jahren trat er zudem als nationaler Redner hervor.

## Leben und Werk

### Werdegang

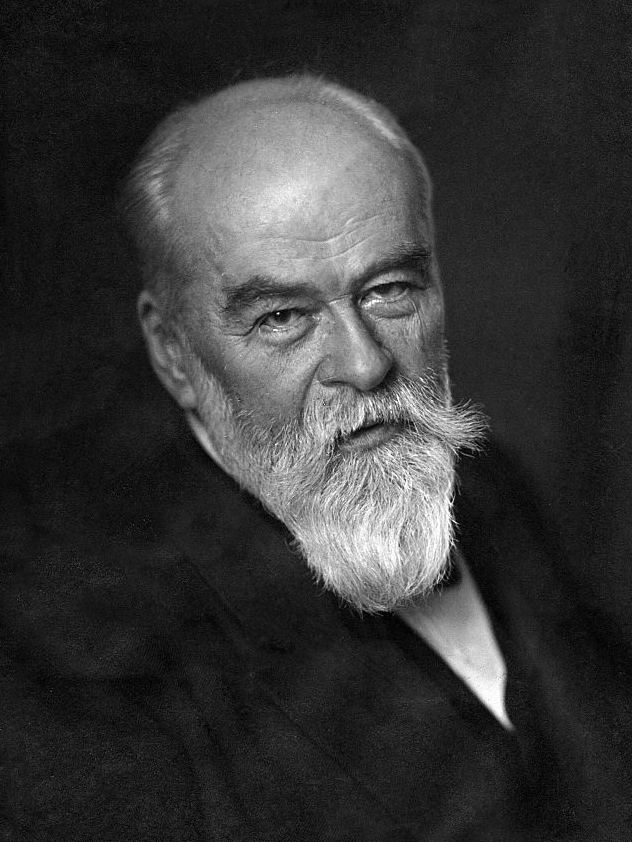
Der Nationalökonom Gustav Schmoller, 1908, Fotografie von Nicola Perscheid

Wolters, geboren 1876 als Sohn des Kaufmanns Friedrich Wolters, wuchs im katholischen Rheinland auf und besuchte ab 1889 das Realgymnasium in Rheydt. Sein Abitur legte er 1898 am Gymnasium in München-Gladbach ab, das er seit 1891 besuchte. Im Sommer desselben Jahres begann Wolters ein Studium der Geschichte, Sprachwissenschaft und Philosophie an der Universität Freiburg im Breisgau, nach einem Semester wechselte er aber nach München. Ab 1899 studierte er an der Friedrich-Wilhelms-Universität zu Berlin Geschichte, Nationalökonomie und Germanistik. Seine wichtigsten akademischen Lehrer waren Kurt Breysig und Gustav von Schmoller. Im Sommer 1900 und noch einmal im Winter 1901 ging er nach Paris, wo er Vorlesungen an der Sorbonne besuchte und in der Nationalbibliothek zur (Vor-)Geschichte der Französischen Revolution forschte.
Wolters wurde im Oktober 1903 bei Gustav Schmoller mit Studien über das Eigentum an Grund und Boden in Frankreich vor der Revolution promoviert. Angeblich äußerte Schmoller, Wolters’ Doktorarbeit sei die „schönst[e] [ihm] je vorgelegen[e] Dissertation“. Danach edierte er gemeinsam mit Breysig im Rahmen der von Schmoller herausgegebenen Acta Borussica die Akten zur Geschichte Preußens unter Kurfürst Friedrich Wilhelm. 1905 veröffentlichte er eine erweiterte Fassung seiner Dissertation und bearbeitete danach, wiederum für Schmollers Acta Borussica, die Geschichte der Zentralverwaltung des Heeres und der Steuern, im Besonderen in der Kurmark. Im Zusammenhang mit dieser Arbeit verfasste er 1908 für eine Festschrift zum 70. Geburtstag seines Lehrers Schmoller einen Aufsatz Über die theoretische Begründung des Absolutismus im 17. Jahrhundert.
1907/1908 war Wolters Privatlehrer des Prinzen August Wilhelm von Preußen, den er vor allem in Geschichte unterrichtete. Da der Sohn Kaiser Wilhelms II. gerade promovierte, jedoch keine Begabung für wissenschaftliche Arbeit hatte, schrieb Wolters dessen Dissertation größtenteils selbst. Unterstützt wurde die Mauschelei von Gustav Schmoller, dessen wissenschaftlicher Mitarbeiter Wolters zu dieser Zeit war. Die Promotion über Die Entwicklung der Kommissariats-Behörden in Brandenburg-Preussen wurde im Juli 1908 mit summa cum laude angenommen, d. h. mit der höchsten Auszeichnung. Wolters erhielt als Lohn einige hundert Reichsmark und den Kronenorden 4. Klasse. Anschließend verdiente er sich seinen Lebensunterhalt als Lehrer: Er unterrichtete Geschichte, Deutsch und Kunstgeschichte an Mädchen- und Frauenschulen. Gleichzeitig arbeitete er weiter in der Schmollerschen Kommission zur Geschichte Preußens, sodass er 1913 seine Habilitationsschrift über Die Geschichte der Zentralverwaltung des Heeres und der Steuern in Brandenburg-Preussen 1630–1697 einreichen konnte.
Um die Jahrhundertwende gehörte Wolters zu einem intellektuellen Kreis, der sich in Niederschönhausen bei Berlin um den Universalhistoriker Kurt Breysig sammelte. In Niederschönhausen lebte er in einer Wohngemeinschaft mit seinen Freunden Friedrich Andreae und Rudolf von Heckel, die zusammen mit Berthold und Diana Vallentin, Kurt Hildebrandt, Wilhelm Andreae und anderen den Kreis um Breysig bildeten. Im Juni 1907 zog die Wohngemeinschaft um Wolters (nunmehr mit Berthold Vallentin und den Brüdern Andreae) und damit der Kreis vom Nordosten in den Südwesten Berlins, nach Lichterfelde. Hier stießen auch Carl Petersen, der Bildhauer Ludwig Thormaehlen und der Architekt Paul Thiersch hinzu; Wolters lernte hier auch Erika Schwartzkopff kennen, die er 1915 heiratete. Man diskutierte historische, philosophische und literarische Fragen, las Gedichte und veranstaltete Feste.
Über den Kreis um Breysig kam Wolters in Kontakt mit bedeutenden Dichtern seiner Zeit. 1904 kam der Dramatiker Georg Kaiser zu Besuch, im November 1905 hielt sich Rudolf Borchardt für zwei Wochen bei Wolters und Vallentin in Niederschönhausen auf. Wolters machte einen starken Eindruck auf Borchardt, der ihn für „leicht, ritterlich, rasch und gewandt“ hielt, „den Schalk in den blitzenden fast all zu blauen Augen, vollendet dichterisch ohne ein Dichter zu sein […]. Er hatte die Charis und schien den Genius zu haben, er war ein Vollbild des schönsten deutschen und des schönsten der Jugend eigenen Vorzuges“. Noch Jahre später bemerkte Borchardt, Wolters sei „als Mensch unmittelbar überzeugend und sofort gewinnend“ gewesen. Zusammenfassend charakterisierte er ihn als „manischen Enthusiasten“.

### Herrschaft und Dienstund Aufnahme in den George-Kreis

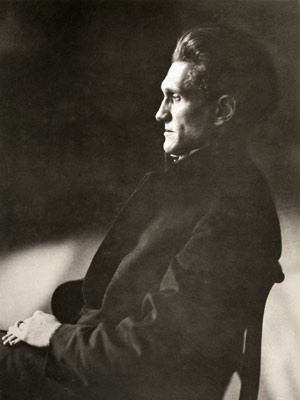
Stefan George 1910 (Foto von Jacob Hilsdorf)

Kurz darauf besuchte Stefan George Breysigs Runde in Niederschönhausen. Wolters war zutiefst beeindruckt von dem berühmten Dichter. Schon 1904 hatte er ihn über Breysig und Vallentin kennengelernt, und nun versuchte er verstärkt, George näher zu kommen. Dieser war aber zunächst kaum interessiert. Wolters war nicht, wie sonst üblich, bereits als Jugendlicher zu George gestoßen; außerdem missfiel George wohl das schrankenlose Pathos seiner Niederschönhausener Gruppe. Wolters gab nicht auf und nahm Kontakt zu dem Künstler Melchior Lechter auf, einem Freund und Mitarbeiter Georges, über den er später eine kleine Monographie verfasste.
1908/1909 gelang es ihm schließlich, die Aufmerksamkeit des Dichters auf sich zu ziehen. Wolters schrieb eine Schrift mit dem Titel Herrschaft und Dienst, für die sich George, der einen ihm ergebenen Kreis um sich scharte, besonders interessierte. Das Werk, das auf seiner Arbeit über die Theorie des Absolutismus basierte, wurde im Februar 1909 in der 8. Folge von Georges Zeitschrift Blätter für die Kunst in Auszügen und wenig später komplett als von Melchior Lechter ausgestattete Prachtausgabe veröffentlicht. In dieser programmatischen Schrift entwirft Wolters ein umfassendes Gesellschaftsmodell. Er nutzt dabei nicht zufällig das Bild eines Kreises, der sein Zentrum in einem „Herrscher“ habe, der zwar nicht explizit benannt, aber indirekt durch Zitate aus Gedichten als Stefan George kenntlich wird. Um diesen „Herrscher“ zeichnet Wolters konzentrische Personenkreise: Am nächsten steht ihm eine Schar von „Fühlern des Geistes“ – wohl als die Mitglieder des George-Kreises zu identifizieren –, die das „licht aus der lebendigen mitte“ unmittelbar empfangen und dem „Herrscher“ mit Ehrfurcht, Verehrung und Selbsthingabe zu dienen haben. Die naturgegebene Hierarchie findet ihre rangniedrigsten Mitglieder in den „Grob-Tastenden“ der „äusseren Höfe“, die wohl mit der – von George generell befehdeten – zeitgenössischen Gesellschaft gleichzusetzen sind.
Im Frühjahr 1909 wohnte George für einige Wochen bei Wolters in Berlin, ein Treffen, das den Durchbruch in ihrer Beziehung bedeutete – sowohl für George, der Wolters nun zu schätzen begann, als auch in noch stärkerem Maße für Wolters. Sein Freund Kurt Hildebrandt sprach später davon, Wolters habe bei diesem Treffen eine „Erfüllung mit der Gedankenwelt des Dichters“ erlebt. Im März 1910 traf er den „Meister“ schließlich in der Wohnung seines Freundes Karl Wolfskehl in München, wo ihn George im „Kugelzimmer“ (Kreis-Bezeichnung) empfing. Der Dichter führte ihn in den Maximin-Mythos ein, die Geschichte eines Jungen, den er postum zum Gott erhoben hatte. Wolters war „Sprachlos erschüttert“ und „Im kern ergriffen“, wie George im Stern des Bundes dichtete.
Schon mit seinem ersten Kreis-Aufsatz hatte Wolters einen der wichtigsten Texte des sich konstituierenden George-Kreises vorgelegt. Herrschaft und Dienst besiegelte den Wandel von einem Freundeskreis mit gemeinsamen ästhetischen Überzeugungen hin zu einem „Staat“ mit eigener Weltanschauung, dem bald auch so bezeichneten „geheimen Deutschland“. Robert Boehringer stellte im Rückblick fest: „aus seiner [Wolters’] Denkweise ist die platonische Bezeichnung des Freundeskreises als ‚Der Staat‘ in Gebrauch gekommen“ (vgl. Platons Politeia), Ernst Morwitz erregte sich später, alles Unglück im Kreis habe damit angefangen, „dass Wolters diesen dummen ‚Staat‘ erfunden hat“.

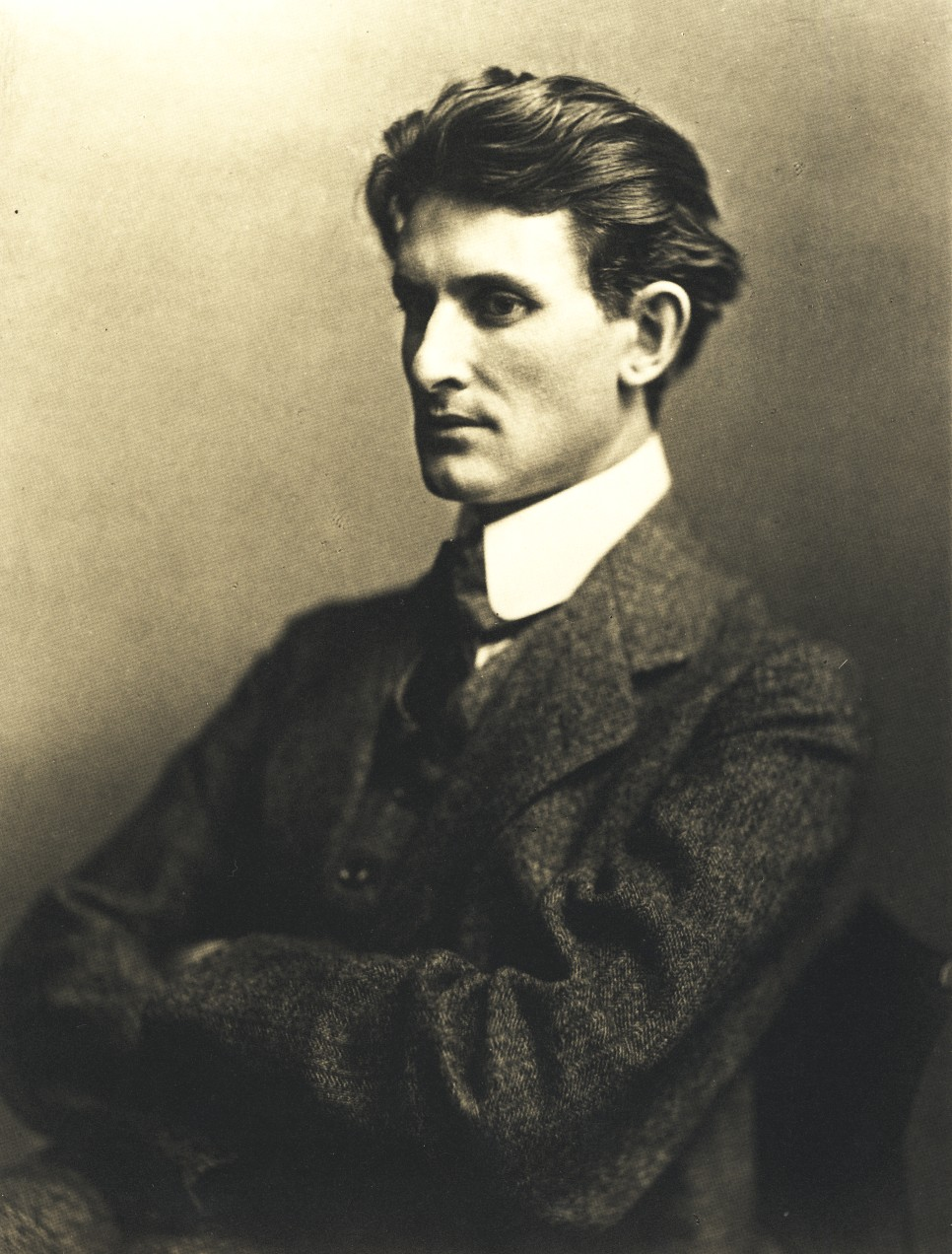
Friedrich Gundolf, vor 1916 (Foto von Jacob Hilsdorf)

Wolters’ Konzept war jedoch trotz seines Einflusses nicht unumstritten. Friedrich Gundolf, der erste und lange Zeit wichtigste Jünger Georges, verfasste für dieselbe Ausgabe der Blätter für die Kunst, in der auch Wolters’ Aufsatz erschien, eine Abhandlung mit dem Titel Gefolgschaft und Jüngertum, in der er ein alternatives Konzept entwarf. Die Vorstellungen der beiden unterschieden sich sowohl in der George zugedachten Rolle für die Jünger, als auch in der dem Kreis zugedachten Rolle in der Gesellschaft. Für Gundolf verkörperte George eine über ihn selbst hinausreichende Idee – der Jünger ordnete sich dieser Idee und nur deshalb dem Meister unter, den er als Mittler des Ideals verehrte und liebte. Für Wolters war George diese Ideenwelt, die Kreismitglieder hatten ihn als Person zu verehren. Für Gundolf war der Kreis ein Hort höherer Bildung innerhalb der Gesellschaft, eine Elite – Wolters dagegen tendierte zu der Vorstellung, dass die Bewegung die Gesamtgesellschaft erfassen sollte. Auch mit der Persönlichkeit des „manischen Enthusiasten“ konnte Gundolf zunächst wenig anfangen. In einem Brief bemerkte er über Wolters: „Pathos allein genügt nicht, man muss auch Ironie (romantische!) haben“. In Gefolgschaft und Jüngertum kritisierte Gundolf außerdem vehement diejenigen, die er „Pfaffen“ nannte und deren Verehrung für den „Meister“ er für falsch und unecht hielt – eine Kritik, die er allerdings erst sehr viel später unmittelbar auf Wolters bezog.

### DasJahrbuch für die geistige Bewegung
George konnte den Propagandisten Wolters gerade in einer Phase, in der er auf eine breitere Außenwirkung vor allem in der deutschen Jugend hoffte, gut gebrauchen. Zu diesem Zweck ließ er ihn gemeinsam mit Gundolf von 1910 bis 1912 seine neue Zeitschrift herausgeben, das Jahrbuch für die geistige Bewegung. Die drei Jahrgänge des Jahrbuchs enthielten verschiedene Aufsätze von Kreismitgliedern, die eine gemeinsame Weltanschauung konstituieren und diese der Gesellschaft, vor allem der akademischen Jugend, präsentieren sollten. Wolters steuerte hierzu wichtige Beiträge bei. Für das erste Jahrbuch schrieb er die Abhandlung Richtlinien, in der er den menschlichen Geist in eine „schaffende“ und eine „ordnende“ Kraft einteilte. Die schaffende versteht er als die schöpferische Kraft, die neues „Leben“ verströmt, während die ordnende nur ordnet und zerlegt und dadurch Leben verbraucht. Wolters lässt daher nur diejenigen Werke etwas gelten, die der schöpfenden Kraft entsprungen seien, die ihren Gegenstand nicht bloß „ordnen“, sondern mittels der drei Kategorien „Tat“, „Werk“ und „Verkündung“ neu „schaffen“. Daran anknüpfend entwickelte er im nächsten Jahrbuch den „Gestalt“-Begriff, der für die wissenschaftliche Arbeit des Kreises in der Folgezeit prägend wurde. Im gleichnamigen Aufsatz entwarf Wolters das Programm einer „Gestalt“-Biographik, die die ganzheitliche Einheit von Werk und Person eines Künstlers intuitiv erfassen und zugleich mit „einem schicksalhaft erfüllten biographischen Plan zum Maßstab gelungenen Lebens“ verknüpfen sollte. Das Konzept wurde später etwa von Heinrich Friedemann und Friedrich Gundolf umgesetzt, die „Gestalt“-Biographik wurde zu einem der einflussreichsten geistesgeschichtlichen Konzepte der 1910er und 1920er Jahre.
In der Abhandlung Mensch und Gattung im dritten Jahrbuch übertrug Wolters seine Konzepte schließlich auch auf den „äußeren Staat“, auf die Gesamtgesellschaft. In Anknüpfung an ein idealisiertes Bild der griechischen Antike wurde die Jugend dazu aufgerufen, für die Erneuerung der Gesellschaft zu sorgen. Diese neue Gesellschaft sollte die liberalen Gleichheitsideen verwerfen und zu einem hierarchischen Gesellschaftsmodell zurückkehren: „Nicht die allgemeine gleichheit sondern der natürliche unterschied soll wieder zum menschenrechte werden, damit endlich dieser wahn von den augen fällt, der unsre kräfte lähmt und unser volk zu einem ängstlichen krämer, zu einem feigen knechte der humanität macht.“ Durch die Unterordnung unter einen charismatischen Führer sollte die von Wolters schmerzlich empfundene Aufspaltung der Menschen in verschiedene Interessengruppen mit unterschiedlichen Überzeugungen aufgehoben werden.
Wolters’ Beziehung zu George entwickelte sich zunächst schwierig, wie aus dem Briefwechsel deutlich wird, in dem George seinen Jünger oft kurz angebunden abfertigt, wohl vor allem ein Indiz dafür, dass er Wolters zwar als nützlich betrachtete, aber keine tiefere persönliche Beziehung zu ihm aufbauen wollte oder konnte. Grund dafür scheint vor allem die Tatsache gewesen zu sein, dass Wolters die homoerotische Ader fehlte. Wohl deshalb bezeichnete George seinen Jünger in einem Gedicht als „erste[n] ganz Gewandelten vom geiste“: Wolters war durch den Verstand, nicht durch den Eros zu ihm gekommen. Auch Wolters bemerkte die Distanz: In einem Gedicht bezeichnete er sich als Georges „fernstes Du“ und in einem Brief an den „Meister“ stellte er fest: „Wenn ich am anfang ‚ein wenig zu spät gekommen‘ bin, so hindert mich das wohl Euerm herzen so nahe zu sein, als ich ersehne, aber nicht im kampfe so vorn zu stehen, als ich begehre und ich vermag“.
Wolters schrieb sein Leben lang Gedichte, die oft seine Verehrung für George thematisierten. Besonders wichtig waren für ihn seine Gedichtbände Wandel und Glaube (1911) und Der Wandrer (1924). Stefan George schätzte Wolters’ Gedichte offenbar und veröffentlichte sie in seinen Blättern für die Kunst. Den Band Wandel und Glaube ließ er in seinem eigenen Verlag erscheinen. Ein Werk von Wolters, das 1918/1919 entstandene Gedicht Balduin, publizierte er sogar unter seinem eigenen Namen. Es thematisiert den Wahnsinn des infolge einer Kriegsverletzung erkrankten Freundes Balduin von Waldhausen, den Wolters zum Kreis und zu George geführt hatte. Seine Übersetzungen christlicher Lieder und Hymnen allerdings stießen innerhalb des Kreises auf wenig Interesse. Eine Lesung der Übertragungen kommentierte George nur ironisch mit den Worten: „Das war mal ein frommer Abend.“ Außerhalb des Kreises wurde Wolters als Dichter kaum wahrgenommen, eine eigene lyrische Sprache entwickelte er nicht.

### Der „Paulus“ des George-Kreises

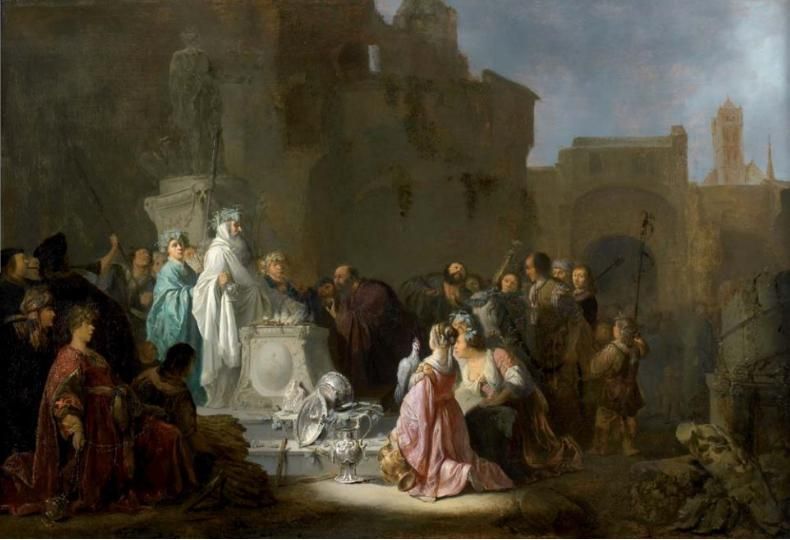
Der Apostel Paulus verkündet die christliche Botschaft in Lystra (Willem de Poorter: St. Paul und St. Barnabas in Lystra. 1636).

Im „Staat“ Georges hatte Wolters schon bald einen festen Platz eingenommen. Er verschrieb sich George bedingungslos. Für jede seiner Handlungen bat er um die Erlaubnis des „Meisters“; wenn dieser einen Widerwillen bekundete, ließ er Pläne oft fallen. Wolters legte eine selbst für ein Kreismitglied ungewöhnliche religiöse Verklärung Georges an den Tag. Sein „Meister“ war für ihn nicht einfach ein geliebter und verehrter Mensch, sondern der Heilsbringer in Person. Norbert von Hellingrath, ebenfalls ein Mitglied des George-Kreises, bezeichnete ihn schon bald – wohl wegen seines Sendungsbewusstseins nach außen – als „Paulus“. Rudolf Borchardt, dem Wolters bei ihrem Zusammentreffen so gut gefallen hatte, sah den Jünger durch George „in den wol scheusslichsten Fratzen einer fratzenhaften Greuelreligion“ verwandelt.
Weil einige der älteren Freunde Georges seine Religiosität nicht in diesem Maße teilen wollten, sammelte Wolters – zunächst in Berlin, später in Marburg und Kiel – eigene Kreise zur Verehrung Georges um sich. Einige George-Freunde gingen jedoch zunehmend auf Distanz. Ernst Morwitz und Robert Boehringer fühlten sich durch das dogmatische Pathos in der George-Verehrung des Wolters-Kreises provoziert, Boehringer wurde einmal sogar fast handgreiflich. Friedrich Gundolf schickte in den 1920er Jahren einen George-Verehrer mit den Worten zu Wolters: „Da Sie nun einmal beschlossen haben, in dieser Luft zu atmen, ich selbst tauge nicht für eine ‚Kirche‘“.
Nachdem Wolters im Juni 1913 seine Habilitationsschrift eingereicht hatte, machte er sich daran, eine Geschichte Stefan Georges und der Blätter für die Kunst zu schreiben. Der George-Forscher Thomas Karlauf kommentiert: „Für die Rolle des George-Hagiographen war Wolters wie geschaffen. Kein anderer dachte so streng hierarchisch, keiner verfolgte so rigoros wie er die Idee des Freundeskreises als Kampfgemeinschaft“. Am 5. März 1914 habilitierte sich Wolters bei Gustav von Schmoller und wurde nun Privatdozent an der Berliner Universität. Kaum hatte er seine Stelle angetreten, brach der Erste Weltkrieg aus, der für Wolters zu einem wichtigen Erlebnis wurde. Er wurde als Fahrer und Kurier in Frankreich, Serbien, Mazedonien und in den Karpaten eingesetzt, musste aber kein unmittelbares Fronterlebnis durchstehen. In Briefen in die Heimat verherrlichte er das Kriegsgeschehen und sprach beispielsweise von der „durchgeistigung der materialschlacht“. Seit dem Frühjahr 1917 musste er wegen eines schweren Rheumas in den Gelenken behandelt werden, kam aber ab Februar 1918 noch einmal nach Frankreich. In einem Buch beschrieb er später minutiös den Angriff der Mittelmächte auf Serbien an der Donau im Herbst 1915, an dem er selbst teilgenommen hatte.
1920 wurde Wolters schließlich auf eine außerordentliche Professur für mittlere und neuere Geschichte an der Philipps-Universität Marburg berufen. In Marburg sammelte er begabte junge Männer um sich, die er für den George-Kreis gewinnen wollte. Auf manche jungen Studenten machte er enormen Eindruck. Max Kommerell etwa notierte sich über seinen Lehrer, Wolters sei ein „wahrer König und Vater der Menschen“, ein „starke[r] Weise[r] und milde[r] Führer“. Über Wolters kam auch Johann Anton, der 1925 bei ihm promovierte und gemeinsam mit Kommerell in den 1920er Jahren zu den engsten Vertrauten des Meisters gehörte, 1922 zu George. Andere Wolters-Schüler lehnte George, der Wolters’ Vorschlägen für den Kreis insgesamt eher skeptisch gegenüberstand, allerdings für sich selbst oft ab. Zum weiteren George-Kreis kamen über Wolters auch Walter Anton, Walter Elze, Ewald Volhard und Rudolf Fahrner. Zu Wolters’ Schülern zählten zudem Hans-Georg Gadamer, Herman Schmalenbach, Wolfram von den Steinen, Fritz Cronheim, Roland Hampe, Adolf Reichwein und Georg Rohde.

### Öffentliche Agitation für Nation und Meister
In den 1920er Jahren intensivierte sich Wolters’ Beziehung zu George, der jedes Jahr mehrere Wochen oder Monate in Marburg bei ihm wohnte. Zum Wintersemester 1923/1924 erhielt Wolters eine ordentliche Professur für mittlere und neue Geschichte an der Universität Kiel. Die Berufung hatte er Carl Heinrich Becker zu verdanken, dem Staatssekretär im preußischen Kultusministerium, der seine Stellung nutzte, um Mitglieder des George-Kreises zu fördern und bei Wolters’ Berufung im Hintergrund wirkte. Auch in Kiel besuchte ihn George seit 1925 jedes Jahr. Die Wertschätzung des Dichters für seinen Propagandisten wird in einem Widmungsgedicht greifbar, das er nach dem Krieg auf Wolters verfasste:
Lass völker brechen unterm schicksalsdrucke

Gefeite beben nicht beim jähsten rucke.

Vorm Herrn gilt gleich der in- und aussen-krieg

Wo solche sind wie du – da ist der sieg.
Mit der immer stärkeren Konzentration auf seine Arbeit für den Kreis – das Anwerben neuer Jünger, die Verkündung des Georgeschen Reiches – kehrte Wolters der historischen Wissenschaft, die er ohnehin eher ablehnte, zunehmend den Rücken: Nach seiner Habilitation finden sich nur noch vier Veröffentlichungen, die mehr oder weniger in sein eigentliches historisches Fachgebiet als Wirtschaftshistoriker fallen. Insgesamt orientieren sich seine – oft durchaus innovativen und gedankenreichen – historischen Studien methodisch an den Vorgaben von Schmollers Historischer Schule der Nationalökonomie, nehmen aber auch Tendenzen des George-Kreises auf. So spielen bei Wolters philosophische Ideen eine große Rolle für die Darstellung und Erklärung historischer Gegebenheiten. Auch seine Tendenz zu einer Geschichtsschreibung, die „große Männer“ bewundernd in den Vordergrund stellt, trifft sich mit Theorie und Praxis der georgianischen Wissenschaft. So trug er etwa zu einer Neubewertung des französischen Staatsmanns Colbert bei. Als Professor in Kiel agierte er außerdem als Leiter des Historischen Seminars und als Geschäftsführer der Schleswig-Holsteinischen Universitäts-Gesellschaft.
Während des Krieges und vor allem mit der deutschen Niederlage hatten sich Wolters’ nationalistische Ansichten verstärkt. George, der eine eher ambivalente Haltung sowohl zum Krieg als auch zur Nation hatte und die Niederungen der Politik im Allgemeinen meiden wollte, sah die Überzeugungen seines Jüngers skeptisch. In den 1920er Jahren publizierte Wolters vor allem Schriften, in denen er seinen Nationalismus mit seiner Interpretation der Georgeschen Sendung verband. Bei verschiedenen Anlässen hielt er nationale Reden, z. B. über den Sinn des Opfertodes für das Vaterland. 1925–1927 gab er das für Schüler der höheren Schulen gedachte „Lesewerk“ Der Deutsche heraus, in dem er Texte aus der Kulturgeschichte mit dem Ziel zusammenstellte, den Schülern eine nationale, „ganzheitliche“ Bildung angedeihen zu lassen: In Anlehnung an das Bildungskonzept des George-Kreises sollte das Augenmerk nicht auf die „‚wissenschaftliche Einstellung auf Sachlichkeit‘“, wie Wolters sie nannte, sondern auf die Formung des ganzen Menschen gelegt werden. Auch im Umkreis der Konservativen Revolution, mit dem er zwar einige wichtige Überzeugungen teilte, aber nicht persönlich in Verbindung stand, waren einige seiner Werke nicht unbekannt.

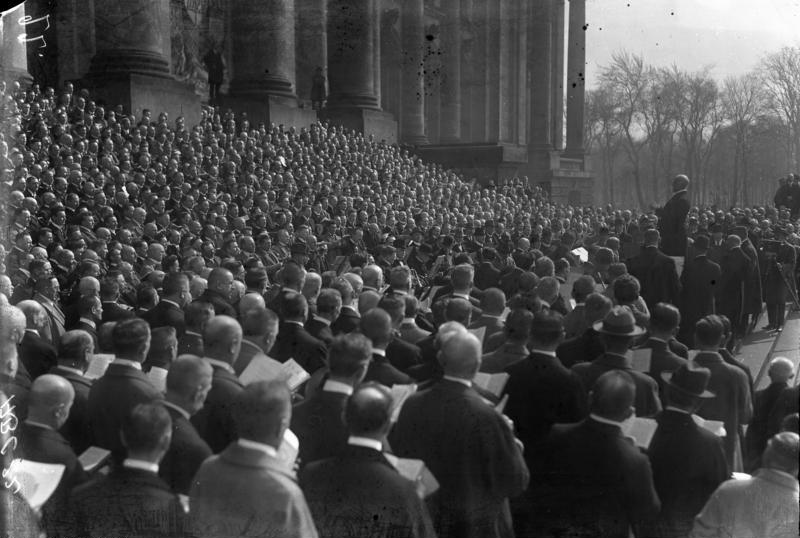
Kundgebung gegen die Ruhrbesetzung, Berlin, 25. März 1923

Den Friedensvertrag von Versailles lehnte er – wie die meisten Deutschen – vehement ab. 1923 gab er gemeinsam mit seinem Schüler Walter Elze die Anthologie Stimmen des Rheines heraus, die den nationalen Mythos vom deutschen Rhein wiederbeleben sollte. In einer Rede, die er aus diesem Anlass gehalten hatte und die in erweiterter Fassung als Einleitung des Bands erschien, richtete er sich scharf gegen die französische Rheinland- und Ruhrbesetzung. Er geißelte die „hemmungslos[e] Rachsucht“ der Franzosen, denen er vorwarf, sie hätten die deutsche „Liebe seit fünfhundert Jahren mit Mord und Brand gelohnt“, und ließ es auch am rassistischen Vorwurf der „Schwarzen Schmach“ nicht fehlen: „es [d. i. Frankreich] hat Blutschande begangen, sein Blut mit dem Safte schwarzer und brauner Fremdvölker gemischt, das Gift afrikanischer Gluträume in sich aufgenommen, fremdstämmige Sklaven gegen freie blutsverwandte Völker gehetzt und um diesen Preis den letzten Scheinsieg an seine befleckte Fahne geknüpft“. Seine politische Position lässt sich insgesamt zwischen der Deutschnationalen Volkspartei und dem rechten Flügel der Deutschen Volkspartei einordnen. 1924 nahm Wolters gar an einer völkischen Gedenkfeier für den in rechten Kreisen als Märtyrer verehrten Albert Leo Schlageter teil, wofür ihn einige Kreisangehörige kritisierten. Auch Julius Landmann, in seiner Kieler Zeit gut mit Wolters befreundet, lehnte bestimmte Wesenszüge wie seinen Nationalismus entschieden ab.
Anfang November 1929 erschien schließlich Wolters’ Monumentalwerk Stefan George und die Blätter für die Kunst. Deutsche Geistesgeschichte seit 1890 im Georg Bondi Verlag. Auf über 600 Seiten schilderte er die Lebensgeschichte Georges, der die Entstehung des Buches eng begleitet hatte, seines Werks und des Kreises. Das Buch stellte zunächst das Leben und Schaffen Georges anhand der einzelnen Ausgaben der Blätter für die Kunst dar und positionierte George noch einmal in und vor allem gegen seine Zeit. Dabei betont Wolters vor allem die religiöse und nationale Dimension, die er in Georges Werk und Person zu finden meinte. Unter die positiven Reaktionen vieler Freunde und Verehrer Georges mischten sich auch überaus kritische Stimmen: Franz Blei bezeichnete das Werk im Querschnitt als „eine zweipfündige Grabschrift auf ein Scheingelebtes“. Sogar unter manchen Bekannten und Freunden Georges löste die „Blättergeschichte“, wie sie dort meist genannt wurde, Befremden aus. Max Kommerell gibt das Buch als einen der wesentlichen Gründe für seinen Abfall von George an; Friedrich Gundolf, dessen Entfremdung von George schon abgeschlossen war, ärgerte sich über „das heillos schlechte, durch und durch verlogene Buch“. Auch die antisemitischen Untertöne führten bei jüdischen Kreismitgliedern wie Ernst Gundolf und Karl Wolfskehl, einem der ältesten Freunde Georges, zu Verstimmungen.
Nach dem frühen Tod seiner ersten Ehefrau Erika im Jahr 1925 hatte Friedrich Wolters 1927 Gemma Thiersch geheiratet, die Tochter seines Freundes Paul Thiersch. Wolters, bereits seit dem Krieg an Herzproblemen leidend, wurde auf einer Reise im März 1930 in München mit der Diagnose einer „Coronartrombose“ ins Krankenhaus eingeliefert. Nachdem zunächst eine Besserung eingetreten war, starb er am 14. April 1930. Er wurde auf dem Waldfriedhof in München beigesetzt. Stefan George, für den Wolters in den letzten Jahren nicht nur als Propagandist besonders wichtig geworden war, plante sogar, ein Wolters-Gedenkbuch herauszugeben. 1931 gründeten seine Freunde Julius Landmann und Carl Petersen die Friedrich Wolters Stiftung, die, unterstützt durch Gelder der Schleswig-Holsteinischen Universitätsgesellschaft, Preise für geistesgeschichtliche Forschungen vergab. Nach 1933 näherte sich die Stiftung unter der Führung von Carl Petersen stark dem Nationalsozialismus an, woraufhin die Jüdin Edith Landmann die Auflösung forderte. 1937 musste die Stiftung schließlich tatsächlich aufgelöst werden, als die Universitätsgesellschaft ihre Gelder zurückzog.

## Schriften
Eine ausführliche Bibliographie findet sich im Artikel Friedrich Wolters auf Wikisource.
Historische Schriften
- Studien über Agrarzustände und Agrarprobleme in Frankreich 1700 bis 1790 (= Staats- und sozialwissenschaftliche Forschungen. Band 22, Heft 5). Duncker & Humblot, Leipzig 1905, OCLC 8042930, urn:nbn:de:bvb:12-bsb11127133-0 (digitale-sammlungen.de).
- mit Kurt Breysig, Berthold Vallentin, Friedrich Andreae: Grundrisse und Bausteine zur Staats- und zur Geschichtslehre. Zusammengetragen zu den Ehren Gustav Schmollers und zum Gedächtnis des 24. Juni 1908, seines siebenzigsten Geburtstages. Georg Bondi, Berlin 1908 (Scan – Internet Archive).
- Geschichte der brandenburgischen Finanzen in der Zeit von 1640–1697. Darstellung und Akten (= Urkunden und Aktenstücke zur Geschichte der inneren Politik des Kurfürsten Friedrich Wilhelm von Brandenburg. 1. Teil). Band 2: Die Zentralverwaltung des Heeres und der Steuern. Duncker & Humblot, München / Leipzig 1915, urn:nbn:de:hbz:061:1-19945 (Habilitationsschrift; Digitalisat).

Literarisches
- mit Friedrich Andreae: Arkadische Launen. S. Calvary, Berlin 1908 (Verlaine-Übersetzungen und Eigenes; Digitalisat).
- Wandel und Glaube. Verlag der Blätter für die Kunst, Berlin 1911, urn:nbn:de:hbz:061:1-18684 (Digitalisat).
- Der Wandrer. Zwölf Gespräche. Georg Bondi, Berlin 1924, urn:nbn:de:hbz:061:1-18663 (Digitalisat).
- Märchen und Geschichten unserer Seele. Druck der Werkstätten der Stadt Halle in der Burg Giebichenstein, Halle 1926, urn:nbn:de:gbv:084-10051708373 (Digitalisat).

George-Kreis
- Herrschaft und Dienst (= Opus 1 der Einhorn-Presse). Verlag der Blätter für die Kunst, Berlin 1909 (2. Auflage. Georg Bondi, Berlin 1920; 3. Auflage 1923: urn:nbn:de:hbz:061:1-18640; Digitalisat).
- Melchior Lechter. Hanfstaengel, München 1911, urn:nbn:de:hbz:061:1-18402 (Digitalisat).
- Stefan George und die Blätter für die Kunst. Deutsche Geistesgeschichte seit 1890. Georg Bondi, Berlin 1930, urn:nbn:de:hbz:061:1-18577 (Digitalisat).

Nationales
- mit Carl Petersen: Die Heldensagen der germanischen Frühzeit. 2. Auflage. Ferdinand Hirt, Breslau 1922 (Scan – Internet Archive).
- mit Walter Elze: Stimmen des Rheines. Ein Lesebuch für die Deutschen. Ferdinand Hirt, Breslau 1923, OCLC 890118898 (eingeschränkte Vorschau in der Google-Buchsuche).
- Der Donauübergang und der Einbruch in Serbien durch das IV. Reservekorps im Herbst 1915. Ferdinand Hirt, Breslau 1925 (eingeschränkte Vorschau in der Google-Buchsuche).
- Der Deutsche. Ein Lesewerk. 5 Bände, Ferdinand Hirt, Breslau 1925–1927.
- Vier Reden über das Vaterland. Ferdinand Hirt, Breslau 1927, urn:nbn:de:hbz:061:1-18672 (Digitalisat).

Übertragungen
- Minnelieder und Sprüche. Übertragungen aus deutschen Minnesängern des XII.–XIV. Jahrhundert. Verlag der Blätter für die Kunst, Berlin 1909 (2. Auflage. Berlin 1922 als Band 3 der Hymnen und Lieder der christlichen Zeit; urn:nbn:de:hbz:061:1-18986; Digitalisat).
- Hymnen und Sequenzen aus den lateinischen Dichtern des IV. bis XV. Jahrhunderts. Verlag der Blätter für die Kunst, Berlin 1914 (2. Auflage. Berlin 1922 als Band 2 der Hymnen und Lieder der christlichen Zeit; urn:nbn:de:hbz:061:1-18412; Digitalisat).
- Lobgesänge und Psalmen. Übertragungen der griechisch-katholischen Dichter des I. bis V. Jahrhunderts (= Hymnen und Lieder der christlichen Zeit. Band 1). Verlag der Blätter für die Kunst, Berlin 1923 urn:nbn:de:hbz:061:1-18629 (Digitalisat).